# Генеральный викарий Рима
Генеральный викарий Рима или кардинал-викарий (итал. Cardinale Vicario) — титул, обычно даваемый генеральному викарию епархии Рима для части епархии в пределах Италии. Официальным названием, согласно «Annuario Pontificio» / "Папский ежегодник", лат. (при заголовке «Викариат Рима»), является «Генеральный викарий Его Святейшества для епархии Рима».
Епископ Рима назначает генерального викария с властью ординария для помощи в духовном управлении своей епархией. Хотя каноническое право требует, чтобы все католические епархии имели одного или более генеральных викариев, функции кардинала-викария больше, чем у других, так как он, из-за многих других обязанностей папы римского, де-факто епархиальный епископ. Есть подобный пост, имеющий дело с духовными потребностями государства-града Ватикана, — Генеральный викарий для государства-града Ватикана или, более точно, Генеральный викарий Его Святейшества для Ватикана. Генеральный викарий Ватикана также всегда кардинал.

## Генеральные викария Рима с1558 года
- Вирджилио Розарио — (28 ноября 1558 — 22 мая 1559, до смерти);
  - Пьетро Де Претис[4];
- Джакомо Савелли — (19 января 1560 — 5 декабря 1587, до смерти);
  - Себастьяно Портичи[4];
  - Джованни Олива[4];
  - Микеле Бонелли, O.P. — (1585? — ?)[4];
- Джироламо Рустикуччи — (после 5 декабря 1587 — 14 июня 1603, до смерти);
- Камилло Боргезе — (13 ноября 1603 — 16 мая 1605, избран папой римским Павлом V);
- Джироламо Памфили — (после 16 мая 1605 — 11 августа 1610, до смерти);
- Джованни Гарция Миллини — (14 августа 1610 — 2 октября 1629, до смерти);
- Марцио Джинетти — (2 октября 1629 — 1 марта 1671, до смерти);
  - Антонио Барберини старший, O.F.M. Cap. — (1636 — 1640, в отставке)[4];
  - Палуццо Палуцци Альтьери дельи Альбертони — (1667 — после 1 марта 1671 — назначен генеральным викарием)[4];
- Палуццо Палуцци Альтьери дельи Альбертони — (после 1 марта — 3 августа 1671 — назначен префектом Священной конгрегации Пропаганды Веры);
- Гаспаре Карпенья — (12 августа 1671 — 6 апреля 1714, до смерти);
- Джироламо Касанате — (1682 — ?)[4];
  - Никколо Караччоло — (18 декабря 1715 — 6 декабря 1717, в отставке)[4];
- Джандоменико Параччиани — (май 1717 — 9 мая 1721, до смерти);
- Фабрицио Паолуччи — (11 мая 1721 – 12 июня 1726, до смерти);
- Просперо Марефоски — (13 июня 1726 — 24 февраля 1732, до смерти);
- Джованни Гуаданьи, O.C.D. — (1 марта 1732 — 15 января 1759, до смерти);
- Антонио Эрба-Одескальки — (28 сентября 1759 — 28 марта 1762, до смерти);
- Маркантонио Колонна — (19 апреля 1762 — 4 декабря 1793, до смерти);
- Андреа Корсини — (8 декабря 1793 — 18 января 1795, до смерти);
- Джулио Мария делла Сомалья — (22 сентября 1795 — 28 сентября 1818, в отставке);
  - Антонио Деспуг-и-Дамето — (26 марта 1808 — 2 марта 1813, до смерти)[4];
- Лоренцо Литта — (28 сентября 1818 — 1 мая 1820, до смерти);
- Аннибале делла Дженга — (12 мая 1820 — 28 сентября 1823, избран папой римским Львом XII);
  - Джузеппе делла Порта Родиани — (23 сентября 1823 — 2 января 1824, в отставке)[4];
- Джачинто Плачидо Дзурла — (7 января 1824 — 19 октября 1834, до смерти);
- Карло Одескальки — (21 ноября 1834 — 21 ноября 1838, в отставке)
- Джузеппе делла Порта Родиани — (30 ноября 1838 — 18 декабря 1841, до смерти);
- Константино Патрици Наро — (22 декабря 1841 — 17 декабря 1876, до смерти);
- Раффаэле Монако Ла Валлетта — (21 декабря 1876 — 15 февраля 1884 — назначен секретарём Священной конгрегации Римской и Вселенской инквизиции);
- Лючидо Мария Парокки — (16 февраля 1884 — 14 декабря 1899 — назначен вице-канцлером Святой Римской Церкви);
- Доменико Якобини — (14 декабря 1899 — 1 февраля 1900, до смерти);
- Пьетро Респиги — (9 апреля 1900 — 22 марта 1913, до смерти);
- Базилио Помпили — (7 апреля 1913 — 5 мая 1931, до смерти);
- Франческо Маркетти Сельваджани — (9 мая 1931 — 13 января 1951, до смерти);
- Клементе Микара — (26 января 1951 — 11 марта 1965, до смерти);
  - Луиджи Тралья — (28 марта 1960 — 30 марта 1965 — назначен генеральным викарием)[4];
- Луиджи Тралья — (30 марта 1965 — 9 января 1968, в отставке);
- Анджело Делл’Акква, O.Ss.C.A. — (13 января 1968 — 27 августа 1972, до смерти);
  - Уго Полетти — (13 октября 1972 — 26 марта 1973 — назначен генеральным викарием)[4];
- Уго Полетти — (26 марта 1973 — 17 января 1991, в отставке);
  - Камилло Руини — (17 января 1991 — 1 июля 1991 — назначен генеральным викарием)[4];
- Камилло Руини — (1 июля 1991 — 27 июня 2008, в отставке);
- Агостино Валлини — (27 июня 2008 — 26 мая 2017, в отставке);
- Анджело Де Донатис — (26 мая 2017 — 6 апреля 2024 — назначен великим пенитенциарием);
- Бальдассаре Рейна — (6 октября 2024 — по настоящее время).